# Комишанська сільська територіальна громада
Комишанська сільська територіальна громада — об'єднана територіальна громада в Україні, в Охтирському районі Сумської області. Адміністративний центр — село Комиші.
Площа громади — 130,36 км², населення — 3231 мешканець (2018).
Утворена 6 липня 2017 року шляхом об'єднання Карпилівської, Комишанської та Малопавлівської сільських рад Охтирського району.
19 липня 2020 року, в результаті адміністративно-територіальної реформи та ліквідації Охтирського району(1923-2020), громада увійшла до складу новоутвореного Охтирського району.

## Населені пункти
До складу громади входять 15 сіл: Бурячиха, Гусарщина, Закаблуки, Карпилівка, Качанівка, Комиші, Кударі, Лимареве, Мала Павлівка, Миколаївка, Неплатине, Овчаренки, Озера, Перелуг та Щоми.